# Alois Hotschnig

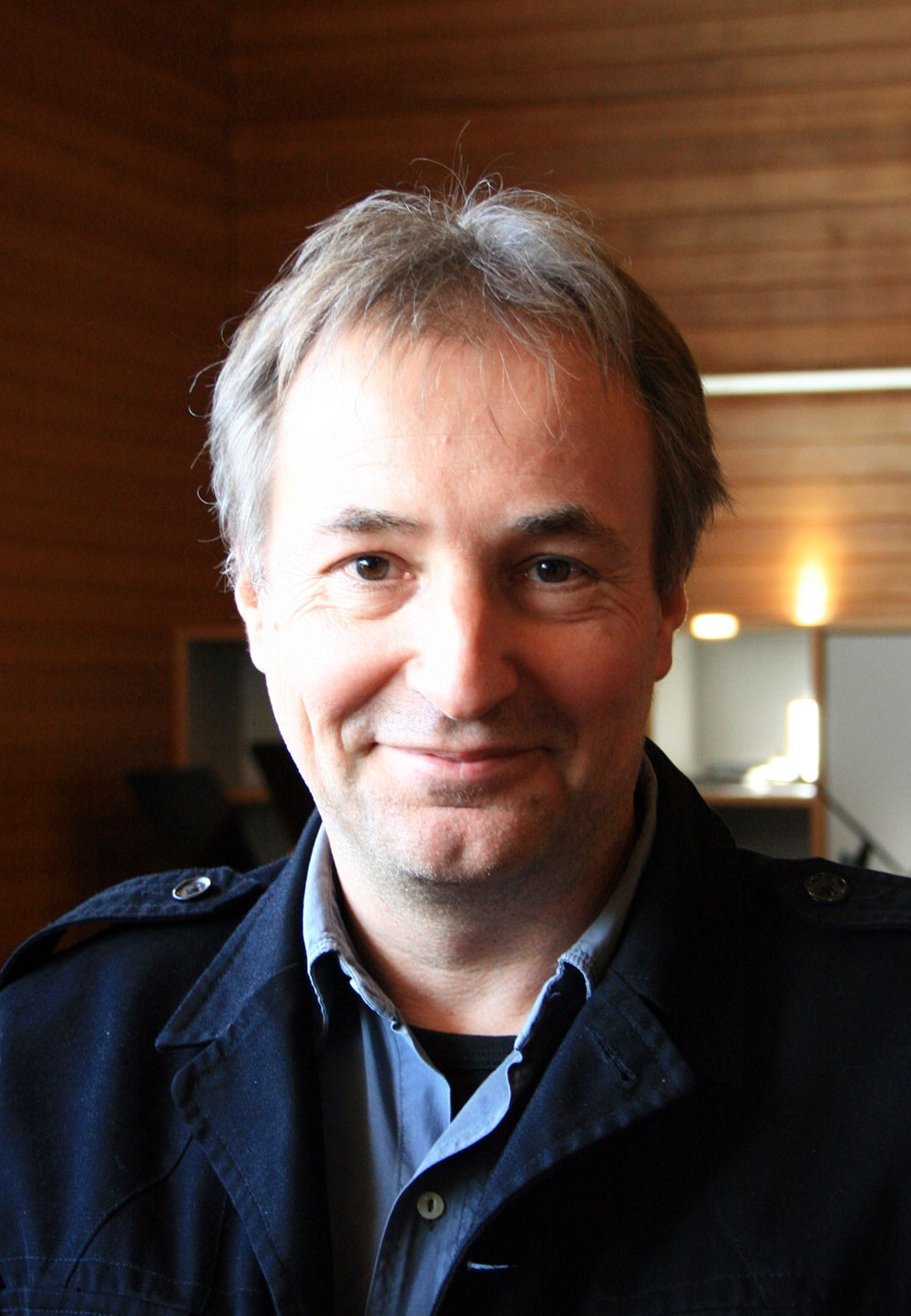
Alois Hotschnig, 2008

Alois Hotschnig (* 3. Oktober 1959 in Berg/Drautal, Kärnten) ist ein österreichischer Schriftsteller.

## Leben
Alois Hotschnig studierte Medizin (ohne Abschluss), Germanistik und Anglistik (ohne Abschluss) an der Universität Innsbruck. Seit 1989 lebt er als freier Schriftsteller in Innsbruck. Er ist Verfasser von erzählender Prosa, Gedichten, Theaterstücken und Hörspielen. Hotschnig ist Mitglied der Grazer Autorenversammlung und der IG Autorinnen Autoren.

## Auszeichnungen
- 1989: Literaturförderungspreis des Landes Kärnten
- 1992: Preis des Landes Kärnten beim Ingeborg-Bachmann-Wettbewerb in Klagenfurt
- 1993: Anna-Seghers-Preis der Berliner Akademie der Künste
- 2002: Italo-Svevo-Preis
- 2002: Kunstpreis der Stadt Innsbruck 1. Preis für Erzählende Dichtung
- 2003: Österreichischen Förderpreis für Literatur
- 2004: Leopold-Figl-Preis
- 2004: Aufenthaltsstipendium der Villa Concordia in Bamberg
- 2007: Tiroler Landespreis für Kunst
- 2008: Erich-Fried-Preis
- 2009: Anton-Wildgans-Preis
- 2010: Arbeitsstipendium Künstlerhaus Schloss Wiepersdorf
- 2011: Gert-Jonke-Preis (1. Preisträger)
- 2022: Christine Lavant Preis
- 2023: Mainzer Stadtschreiber[1]

## Werke
- Aus. Erzählung. Frankfurt am Main 1989.
- Eine Art Glück. Erzählung. Frankfurt am Main 1990.
- Augenschnitt. Hörspiel.
- Leonardos Hände. Roman. Hamburg [u. a.] 1992.
- Absolution. Drama. Köln 1994.
- Ludwigs Zimmer. Roman. Köln 2000
- Ich habe einen Menschen gestohlen. Bamberg 2005.
- Die Kinder beruhigte das nicht. 9 Erzählungen. Kìepenheuer und Witsch, Köln 2006, ISBN 3-462-03685-8.
- Im Sitzen läuft es sich besser davon. Erzählungen. Kiepenheuer und Witsch, Köln 2009, ISBN 3-462-04137-1.[2]
- Der Silberfuchs meiner Mutter. Roman. Kiepenheuer & Witsch, Köln 2021, ISBN 978-3-462-00213-3.